# Педроки (кафене)
„Педроки“, наричано още „Кафе без врати“ (Caffè Pedrocchi), е кафене в град Падуа, Италия, едно от най-големите в света.
Сградата е дело на архитекта Джузепе Япели по поръчка на предприемача Антонио Педроки. То е открито на 9 юни 1831 г. и е в непосредствена близост до Университета Бо. Според новата мода през XVIII век там се е събирал елитът на градското общество.